# Jarabá
Jarabá é um município da Eslováquia, situado no distrito de Brezno, na região de Banská Bystrica. Tem 15,39 km² de área e sua população em 2018 foi estimada em 41 habitantes.

## Demografia
| Ano:        | 1994 | 2004    | 2014   | 2024    |
| ----------- | ---- | ------- | ------ | ------- |
| Broj ljudi: | 36   | 48      | 42     | 36      |
| Razlika:    |      | +33,33% | -12,5% | -14,28% |

| Ano:               | 2023 | 2024   |
| ------------------ | ---- | ------ |
| Número de pessoas: | 35   | 36     |
| Diferença:         |      | +2,85% |